# Bostoni Szimfonikus Zenekar
A Bostoni Szimfonikus Zenekar (Boston Symphony Orchestra) (BSO) Bostonban, Massachusetts államban működik. Az Egyesült Államok egyik legnagyobb szimfonikus zenekaraként tartják számon (Big Five). A zenekar rendszeresen turnézik, és rengeteg felvételt adott ki.

## Története
A BSO 1881-ben alakult Henry Lee Higginson kezdeményezésére, az első koncertre október 22-én került sor George Henschel vezényletével. 1973 és 2001 között Ozava Szeidzsi volt a zenei vezetője. Ez a 27 év volt a leghosszabb időszak, ameddig egy vezető karmester valaha is folyamatosan együttműködhetett a zenekarral. 2001 és 2014 között James Levine volt a BSO karmestere, 2004 és 2014 között pedig a zenei vezetője is ő volt. 2014-ben Andris Nelsons vette át a vezető karmesteri és zenei igazgatói posztot.
A BSO programja minden stílust lefed a preklasszikustól, a klasszikustól a modernig. Csak Szejdzsivel a zenekar több mint 140 felvételt készített 55 zeneszerzőtől 10 kiadónál – és turnézott Európában, a Kínai Népköztársaságban, Japánban, Dél-Amerikában és Egyesült Államok-szerte. A felvételeket hétszer díjazták Grammy-díjjal.
Bartók Béla 1943-ban Concerto for Orchestra című darabját a BSO számára komponálta, Leonard Bernstein pedig a Divertimentót 1980-ban a „The BSO Forever” indulóval mutatta be.
A Boston Pops Orchestra (1885 óta) és a Boston Symphony Chamber Players (1924 óta) a zenekar mellékprojektjeiként jelentek meg.

## Zeneigazgatók

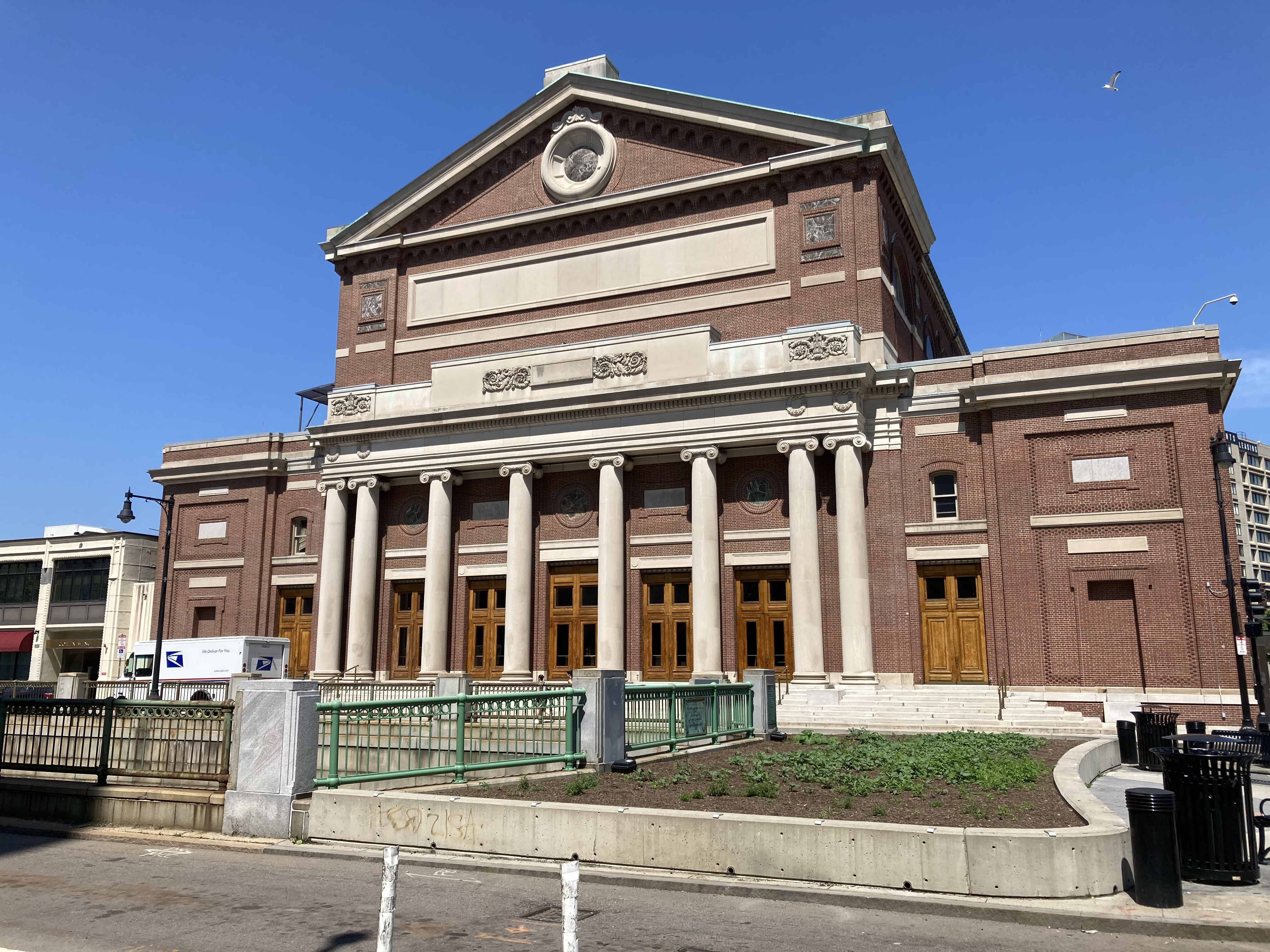
A zenekar épülete

| Igazgatók                           | Évek      |
| ----------------------------------- | --------- |
| Andris Nelsons                      | 2014 óta  |
| James Levine                        | 2004–2011 |
| Ozava Szeidzsi                      | 1973–2001 |
| William Steinberg                   | 1969–1972 |
| Erich Leinsdorf                     | 1962–1969 |
| Charles Münch                       | 1949–1962 |
| Szergej Alekszandrovics Kuszevickij | 1924–1949 |
| Pierre Monteux                      | 1919–1924 |
| Henri Rabaud                        | 1918–1919 |
| Karl Muck                           | 1912–1918 |
| Max Fiedler                         | 1908–1912 |
| Karl Muck                           | 1906-1908 |
| Wilhelm Gericke                     | 1898–1906 |
| Paur Emil                           | 1893–1898 |
| Arthur Nikisch                      | 1889–1893 |
| Wilhelm Gericke                     | 1884–1889 |
| George Henschel                     | 1881–1884 |

## Fordítás
- Ez a szócikk részben vagy egészben  a   Boston Symphony Orchestra című német Wikipédia-szócikk ezen változatának fordításán alapul.  Az eredeti cikk szerkesztőit annak laptörténete sorolja fel. Ez a jelzés csupán a megfogalmazás eredetét és a szerzői jogokat jelzi, nem szolgál a cikkben szereplő információk forrásmegjelöléseként.